# Salticus brevis
Salticus brevis är en spindelart som beskrevs av John Blackwall 1870. Salticus brevis ingår i släktet Salticus och familjen hoppspindlar. Inga underarter finns listade i Catalogue of Life.